# Association océanienne d'athlétisme
L'Association océanienne d'athlétisme (en anglais Oceania Athletics Association, OAA) est une organisation chargée de gérer l’athlétisme en Océanie, sous la tutelle de la Fédération internationale d’athlétisme (IAAF). Elle organise notamment les grands événements continentaux comme les Championnats d'Océanie d'athlétisme. Elle a été fondée en 1969.

## Membres
Vingt fédérations membres à part entière et deux fédérations membres associés (la LNCA et Niue) :
En 1997, lors du congrès IAAF à Athènes, deux nouvelles fédérations océaniennes sont admises comme membres à part entière, les États fédérés de Micronésie et les Palaos : avec les admissions précédentes, lors de précédents congrès, des Samoa américaines, de Guam, des îles Marshall, de l'île Norfolk, des îles Mariannes du Nord, des îles Salomon et de Tahiti, le nombre des fédérations membres était alors porté à 18. Les Kiribati deviennent le 19e membre en 2004, avant qu'en février 2007, un léger changement du nom anglais de l'Association n'intervienne : l’Oceania Athletic Association devient alors l’Oceania Athletics Association (avec un « s »). En 2008, la Ligue de Nouvelle-Calédonie devient le premier « membre associé » de l'OAA, suivie par la fédération de Niue en 2009 puis Wallis et Futuna en 2017. Les Tuvalu deviennent le 20e membre à part entière de l'OAA lors du congrès IAAF de Berlin en août 2009.
Membres de plein droit
- Samoa américaines (American Samoa Track and Field Association)
- Australie (Athletics Australia)
- Îles Cook (Athletics Cook Islands)
- Fidji (Athletics Fiji)
- Polynésie française (Fédération d'athlétisme de Polynésie française, www.fapf.pf)
- Guam (Guam Track and Field Association)
- Kiribati (Kiribati Athletics Association)
- Îles Marshall (Athletics Marshall Islands)
- États fédérés de Micronésie (Federated States of Micronesia Athletic Association)
- Nouvelle-Zélande (Athletics New Zealand)
- Papouasie-Nouvelle-Guinée (Papua New Guinea Athletic Union)
- Nauru (Athletics Nauru)
- Palaos (Palau Track and Field Association)
- Samoa (Athletics Samoa)
- Îles Salomon (Athletics Solomons)
- Tonga (Tonga Athletics Association)
- Vanuatu (Vanuatu Athletic Federation)
- Île Norfolk (Athletics Norfolk Island)
- Îles Mariannes du Nord (Northern Mariana Islands Track and Field Federation)

Membres associés
- Nouvelle-Calédonie (Ligue de la Nouvelle-Calédonie d'athlétisme)
- Niue Niue Athletics Association
- Tuvalu (Tuvalu Athletics Association)
- Wallis-et-Futuna (Comité territorial d'athlétisme de Wallis et Futuna )

## Répartition des fédérations membres
| Région occidentale                  |                                                     |
| ----------------------------------- | --------------------------------------------------- |
| Australie                           | Athletics Australia                                 |
| Guam                                | Guam Track and Field Association                    |
| Kiribati                            | Kiribati Athletics Association                      |
| Îles Marshall                       | Marshall Islands Athletics                          |
| États fédérés de Micronésie         | Federated States of Micronesia Athletic Association |
| Nauru                               | Athletics Nauru                                     |
| Îles Mariannes du Nord              | Northern Marianas Athletics                         |
| Palaos                              | Palau Track and Field Association                   |
| Papouasie-Nouvelle-Guinée           | Athletics Papua New Guinea                          |
| Îles Salomon                        | Athletic Solomons                                   |
| Vanuatu                             | Vanuatu Athletics Federation                        |
| Région orientale                    |                                                     |
| Samoa américaines                   | American Samoa Track & Field Association            |
| Îles Cook                           | Athletics Cook Islands Inc.                         |
| Fidji                               | Athletics Fiji                                      |
| Polynésie française                 | Fédération d'athlétisme de Polynésie française      |
| Nouvelle-Calédonie (membre associé) | Ligue de la Nouvelle-Calédonie d'athlétisme         |
| Nouvelle-Zélande                    | Athletics New Zealand                               |
| Niue (membre associé)               | Niue Athletics Association                          |
| Île Norfolk                         | Athletics Norfolk Island                            |
| Samoa                               | Athletics Samoa                                     |
| Tonga                               | Tonga Athletic Association                          |
| Tuvalu                              |                                                     |

- Site officiel